# راقوبه
راقوبه (به عربی: الراقوبة) یک شهرداری در الجزایر است که در استان سوق اهراس واقع شده‌است.